# Galveias
Galveias is een plaats (freguesia) in de Portugese gemeente Ponte de Sor en telt 1429 inwoners (2001).